# The Oxford Companion to Music
The Oxford Companion to Music est un ouvrage de référence sur la musique dans la série Oxford Compagnons produit par l'Oxford University Press. Il a été initialement conçu et rédigé par Percy Scholes et publié en 1938. Depuis lors, il a eu deux réécritures distinctes : une par Denis Arnold en 1983, et la dernière édition par Alison Latham en 2002. C'est « sans doute le livre le plus réussi sur la musique jamais produit » (Wright, p. 99).

## Édition en volume unique de Percy Scholes
La première édition, un ouvrage en un seul volume, a été réalisée en 1938, sous la direction de Percy Scholes, et a été rédigée presque entièrement par lui seul.
La deuxième édition, publiée en 1939, comprend une liste catégorisée List of books about music in the English language par Scholes.
Dans la mesure du possible, Scholes a essayé d'utiliser des sources primaires, plutôt que de résumer les travaux d'autres personnes. Dans sa préface à la première édition, il décrit comment il a joué et lu des milliers de partitions, ainsi que des milliers de programmes de concerts et étudié "la littérature ancienne et les journaux musicaux d'autrefois". À partir de ces recherches, il a produit environ cinquante-cinq volumes de notes. Chacun d'entre eux était consacré à une branche distincte de la connaissance musicale. Il a ensuite fait examiner chacun de ces volumes par des spécialistes de la branche en question. Enfin, ces volumes ont été divisés et reconstitués par ordre alphabétique.
L'intention de Scholes était de produire un ouvrage pertinent pour un large éventail de lecteurs, du musicien professionnel à l'amateur de concert, au "gramaphoniste" ou à l'auditeur de radio. Son ouvrage s'adressait à un lecteur pour lequel il "ne dépassera pas le cadre de sa poche et ne l'embarrassera pas par une manière de s'exprimer si technique qu'elle ajoutera de nouvelles énigmes à celle qui l'a poussé à consulter le livre". Le résultat est un ouvrage très accessible pour le lecteur général, tout en étant utile pour le spécialiste.
Bien qu'il soit érudit et bien documenté, le style de Scholes était aussi parfois excentrique et opiniâtre. Par exemple, ses articles originaux sur certains compositeurs du XXe siècle étaient très dédaigneux, tout comme ses articles sur des genres tels que le jazz. Son article sur le cancan concluait : « Sa nature exacte est inconnue de tous ceux qui sont liés à ce Companion ».
Il a produit plusieurs révisions avant sa mort (en 1958), la dernière révision complète étant la 9e édition en 1955. La dixième édition, publiée en 1970, était une révision du travail de Scholes par John Owen Ward. Ward a considéré qu'il était "inapproprié de changer radicalement la qualité anecdotique riche et caractéristique du style du Dr Scholes". Bien qu'il ait mis à jour certains articles, il a laissé intacte une grande partie du travail distinctif de Scholes.
L'une des particularités de ce Compagnon est une série de portraits "imaginatifs" de compositeurs réalisés par l'artiste Oswald Barrett (en)  (dit "Batt"). Il s'agit de gravures (Bach, Beethoven, Brahms, Byrd, Chopin, Elgar, Haendel, Haydn, Liszt, Mozart, Schubert, Schumann, Tchaïkovski et Wagner) et d'un frontispice qui est la reproduction en couleur d'une peinture à l'huile représentant "Beethoven au milieu de sa vie", décrite par Scholes comme "le cadeau personnel de l'artiste à ce volume" (voir la préface de la première édition).

## The New Oxford Companion to Music
En 1983, un ouvrage entièrement révisé en deux volumes, intitulé The New Oxford Companion to Music, a été introduit. Il a été édité par Denis Arnold, qui a fait largement appel à d'autres contributeurs spécialisés, environ 90 au total. La couverture de l'ouvrage était nettement plus large que celle de l'original de Scholes (il y avait par exemple un article perspicace sur Bob Dylan), et c'est la version la plus abondamment illustrée des trois.
Arnold a exprimé son intention d'adhérer aux principes de Scholes et a effectivement inclus une grande partie du matériel de Scholes dans le nouvel ouvrage. Néanmoins, il a supprimé une grande partie des opinions personnelles et des excentricités qui caractérisaient l'original. Par exemple, il a considérablement augmenté le nombre de compositrices et d'interprètes féminines, qui étaient presque totalement absentes de l'ouvrage de Scholes.
Cette version n'a pas fait l'objet d'autres révisions, probablement en raison de sa relative impopularité et de la mort prématurée d'Arnold en 1986. 

## Révision de 2002
En 2002, un troisième ouvrage a été produit. Celui-ci, édité par Alison Latham, reprend le titre original et le format en un seul volume.
Latham a réuni sa propre équipe de plus de 120 collaborateurs, dont certains avaient déjà participé à l'édition précédente (Arnold) et d'autres avaient déjà travaillé pour elle (par exemple pour le Grove Concise Dictionary of Music). Cette édition comprend quelque 7 400 articles et vise à actualiser l'ouvrage, par exemple en couvrant des domaines tels que la musique électronique et les ordinateurs.
La révision 2002 est plus actuelle, plus pratique et plus abordable que la précédente. Cependant, il abrège le texte et élimine la plupart des illustrations. 